# کالین کوئین
کالین کوئین (به انگلیسی: Colin Quinn) (زاده ۶ ژوئن ۱۹۵۹) بازیگر ، استندآپ کمدین آمریکایی است.
از فیلم‌های معروف او می‌توان به بازی در فاجعه و داندی کروکودیل ۲ اشاره کرد.